# HD169021
HD169021 — хімічно пекулярна зоря спектрального класу
B9 й має видиму зоряну величину в смузі V приблизно  7,0.

## Пекулярний хімічний склад
Зоряна атмосфера HD169021 має підвищений вміст 
Si
.